# Lijst van varanen
Onderstaand een lijst van varanen (Varanidae) met in de eerste kolom een eventuele afbeelding, in de tweede kolom de wetenschappelijke naam en auteur en in de derde kolom het verspreidingsgebied. 
| Lijst van varanen | Lijst van varanen                                           | Lijst van varanen                              |
| Afbeelding        | Naam                                                        | Verspreiding                                   |
| ----------------- | ----------------------------------------------------------- | ---------------------------------------------- |
|                   | Stekelstaartvaraan (Varanus acanthurus) Boulenger, 1885     | Noordelijk Australië                           |
|                   | Witkeelvaraan (Varanus albigularis) Daudin, 1802            | zuidelijk en oostelijk Afrika                  |
|                   | Varanus auffenbergi Sprackland, 1999                        | Indonesië, alleen op Roti eiland               |
|                   | Varanus baritji King & Horner, 1987                         | uiterst noordelijk Australië                   |
|                   | Varanus beccarii Doria, 1874                                | Indonesië, alleen op de Aru-eilanden           |
|                   | Bengaalse varaan (Varanus bengalensis) Daudin, 1802         | Zuidelijk Azië tot delen van het Midden-Oosten |
|                   | Varanus bitatawa Welton et al, 2010                         | Filipijnen, alleen op Luzon                    |
|                   | Varanus boehmei Jacobs, 2003                                | Indonesië                                      |
|                   | Varanus bogerti Mertens, 1950                               | Papoea-Nieuw-Guinea                            |
|                   | Kortstaartvaraan (Varanus brevicauda) Boulenger, 1898       | westelijk en centraal Australië                |
|                   | Varanus bushi Aplin, Fitch & King, 2006                     | noordelijk Australië                           |
|                   | Varanus caerulivirens Ziegler, Böhme & Phillipp, 1990       | Indonesië                                      |
|                   | Streepstaartvaraan (Varanus caudolineatus) Boulenger, 1885  | westelijk Australië                            |
|                   | Varanus cerambonensis Ziegler, Böhme & Phillipp, 1990       | zuidoostelijk Azië                             |
|                   | Varanus cumingi Martin, 1839                                | Filipijnen                                     |
|                   | Varanus doreanus Meyer, 1874                                | Papoea-Nieuw-Guinea, alleen Bismarck-archipel  |
|                   | Dumérils varaan (Varanus dumerilii) Schlegel, 1839          | zuidoostelijk Azië                             |
|                   | Grottenvaraan (Varanus eremius) Lucas & Frost, 1895         | Australië                                      |
|                   | Steppevaraan (Varanus exanthematicus) Bosc, 1792            | tropische delen van Afrika                     |
|                   | Varanus finschi Böhme, Horn & Ziegler, 1994                 | noordoostelijk Australië                       |
|                   | Gele varaan (Varanus flavescens) Hardwizke & Gray, 1827     | India en buurlanden                            |
|                   | Reuzenvaraan (Varanus giganteus) Gray, 1845                 | Australië                                      |
|                   | Gillens varaan (Varanus gilleni) Lucas & Frost, 1895        | Australië                                      |
|                   | Glauerts varaan (Varanus glauerti) Mertens, 1957            | Uiterst noordelijk Australië                   |
|                   | Varanus glebopalma Mitchell, 1955                           | Australië                                      |
|                   | Goulds varaan (Varanus gouldii) Gray, 1838                  | Australië                                      |
|                   | Woestijnvaraan (Varanus griseus) Daudin, 1803               | Afrika tot westelijk Azië                      |
|                   | Varanus hamersleyensis Maruan et al., 2014                  | Australië                                      |
|                   | Pacifische varaan (Varanus indicus) Daudin, 1802            | Australië en Indonesië                         |
|                   | Varanus jobiensis Ahl, 1932                                 | Papoea-Nieuw-Guinea                            |
|                   | Varanus juxtindicus Ziegler, Böhme & Phillipp, 2002         | Salomonseilanden                               |
|                   | Varanus keithhornei Wells & Wellington, 1985                | Oostelijk Australië                            |
|                   | Varanus kingorum Storr, 1980                                | Australië                                      |
|                   | Komodovaraan (Varanus komodoensis) Ouwens, 1912             | Komodo-eilanden                                |
|                   | Varanus kordensis) Meyer, 1874                              | Indonesië                                      |
|                   | Varanus lirungensis) Koch et al. , 2009                     | Indonesië                                      |
|                   | Varanus mabitang Gaulke & Curio, 2001                       | Filipijnen                                     |
|                   | Varanus macraei Böhme & Jacobs, 2001                        | Indonesië                                      |
|                   | Varanus marmoratus Wiegmann, 1834                           | Filipijnen                                     |
|                   | Varanus melinus Böhme & Ziegler, 1997                       | Indonesië                                      |
|                   | Mertens watervaraan (Varanus mertensi) Glauert, 1851        | Australië                                      |
|                   | Mitchells watervaraan (Varanus mitchelli) Mertens, 1958     | Australië                                      |
|                   | Varanus nebulosus Gray, 1831                                | Zuidoostelijk Azië                             |
|                   | Nijlvaraan (Varanus niloticus) Linnaeus, 1758               | Afrika                                         |
|                   | Varanus nuchalis Günther, 1872                              | Filipijnen                                     |
|                   | Varanus obor Weijola & Sweet, 2010                          | Indonesië                                      |
|                   | Grays varaan (Varanus olivaceus) Hallowell, 1857            | Filipijnen                                     |
|                   | Varanus ornatus Daudin, 1803                                | westelijk Afrika                               |
|                   | Varanus palawanensis Koch, Gaulke & Böhmer, 2010            | Filipijnen                                     |
|                   | Varanus panoptes Storr, 1980                                | Australië en Indonesië                         |
|                   | Varanus pilbarensis Storr, 1980                             | Australië                                      |
|                   | Smaragdvaraan (Varanus prasinus) Schlegel, 1839             | Australië                                      |
|                   | Varanus primordius Mertens, 1942                            | Australië en Nieuw-Guinea                      |
|                   | Varanus rainerguentheri Böhme, Schmits & Ziegler, 2007      | Indonesië                                      |
|                   | Varanus rasmusseni Koch, Gaulke & Böhmer, 2010              | Filipijnen                                     |
|                   | Varanus reisingeri Eidenmüller & Wicker, 2005               | Indonesië                                      |
|                   | Varanus rosenbergi Mertens, 1957                            | Australië                                      |
|                   | Ruwnekvaraan (Varanus rudicollis) Gray, 1845                | Zuidoostelijk Azië                             |
|                   | Papoeaanse varaan (Varanus salvadorii) Peters & Doria, 1878 | Nieuw Guinea                                   |
|                   | Indische varaan (Varanus salvator) Laurenti, 1768           | Zuidoostelijke delen van Azië                  |
|                   | Varanus scalaris Mertens, 1941                              | Australië                                      |
|                   | Varanus semiremex Peters, 1869                              | Australië                                      |
|                   | Varanus semotus Weijola, Donnellan & Lindqvist, 2016        | Papoea-Nieuw-Guinea                            |
|                   | Varanus similis Mertens, 1958                               | Australië en Papoea-Nieuw-Guinea               |
|                   | Spencers varaan (Varanus spenceri) Lucas & Frost, 1903      | Australië                                      |
|                   | Varanus spinulosus Mertens, 1941                            | Papoea-Nieuw-Guinea                            |
|                   | Dwergvaraan (Varanus storri) Mertens, 1966                  | Australië                                      |
|                   | Varanus telenesetes Sprackland, 1991                        | Papoea-Nieuw-Guinea                            |
|                   | Varanus timorensis Gray, 1831                               | Indonesië en Australië                         |
|                   | Varanus togianus Peters, 1872                               | Indonesië                                      |
|                   | Treurvaraan (Varanus tristis) Schlegel, 1839                | Australië                                      |
|                   | Bonte varaan (Varanus varius) White, 1790                   | Australië                                      |
|                   | Varanus yemenensis Böhme, Joger & Schätti, 1989             | Arabisch Schiereiland                          |
|                   | Varanus yuwonoi Harvey & Barker, 1998                       | Indonesië                                      |
|                   | Varanus zugorum Böhme & Ziegler, 2005                       | Indonesië                                      |